# 沮鵠
沮 鵠（そ こく、生没年不詳）は、中国後漢時代末期の武将。冀州鉅鹿郡広平県の人。父は沮授。叔父は沮宗。

## 正史の事跡
| 姓名           | 沮鵠              |
| 時代           | 後漢時代          |
| 生没年         | 〔不詳〕          |
| 字・別号       | 〔不詳〕          |
| 本貫・出身地等 | 冀州鉅鹿郡広平県  |
| 職官           | 将                |
| 爵位・号等     | -                 |
| 陣営・所属等   | 袁尚              |
| 家族・一族     | 父:沮授 叔父:沮宗 |

袁尚の配下。建安9年（204年）春、袁尚は兄の袁譚を攻撃しようと図り、幕僚の審配に鄴を守備させ、沮鵠には邯鄲を預けて審配と連動させた。まもなく曹操が鄴を攻撃してきたが、容易に陥落させることができないと見て、周辺地域の掃討へと作戦転換した。同年夏、曹操軍が邯鄲を攻撃してきたため沮鵠も防戦したが、敵し得ずにまもなく陥落した。その後、沮鵠の名は史書に見当たらない。

## 物語中の沮鵠
小説『三国志演義』でも袁尚配下として登場し、審配の指示により邯鄲を守備する。曹操軍の張遼が攻め寄せてくると、沮鵠は出陣してこれと一騎討ちをするが、3合もせずに劣勢となって逃走したところを、張遼に弓で射られ落馬し、死亡している。